# Manassas (Virginie)
Pour les articles homonymes, voir Manassas.
Manassas est depuis 1975 une ville indépendante de Virginie, aux États-Unis, connue pour deux batailles de la guerre de Sécession, la première bataille de Bull Run (première bataille terrestre du conflit en juillet 1861) et la seconde bataille de Bull Run (1862), aussi appelées Première et Seconde batailles de Manassas.
La ville est enclavée dans le comté de Prince William dont elle est le siège depuis 1892 en remplacement de Brentsville. Sa population était de 40 605 habitants en 2012. La ville fait partie de la région métropolitaine de Washington.

## Démographie
| Groupe            | Manassas | Virginie | États-Unis |
| ----------------- | -------- | -------- | ---------- |
| Blancs            | 61,7     | 68,6     | 72,4       |
| Autres            | 14,6     | 3,2      | 6,2        |
| Afro-Américains   | 13,7     | 19,4     | 12,6       |
| Asiatiques        | 5,0      | 5,5      | 4,8        |
| Métis             | 4,3      | 2,9      | 2,9        |
| Amérindiens       | 0,6      | 0,4      | 0,9        |
| Océaniens         | 0,1      | 0,1      | 0,2        |
| Total             | 100      | 100      | 100        |
|                   |          |          |            |
| Latino-Américains | 31,4     | 7,9      | 16,7       |

Selon l'American Community Survey, pour la période 2011-2015, 61,73 % de la population âgée de plus de 5 ans déclare parler l'anglais à la maison, 29,20 % déclare parler l'espagnol, 1,17 % une langue africaine, 0,91 % le tagalog, 0,91 % le vietnamien, 0,89 % le persan et 5,5 % une autre langue.

## Personnalités
- Benita Fitzgerald-Brown (1961-), championne olympique du 110 m haies en 1984.

## Source
- (en) Cet article est partiellement ou en totalité issu de l’article de Wikipédia en anglais intitulé « Manassas, Virginia » (voir la liste des auteurs).

1. ↑  (en) « Manassas, VA Population - Census 2010 and 2000 », sur censusviewer.com (consulté le 23 septembre 2016).
2. ↑  (en) « Population of Virginia- Census 2010 and 2000 », sur censusviewer.com (consulté le 23 septembre 2016).
3. ↑  (en) « Language spoken at home by ability to speak English for the population 5 years and over », sur factfinder.census.gov.